# Siegfried Bräuer
Siegfried Bräuer (* 2. September 1930 in Oberneuschönberg; † 19. März 2018 in Berlin) war ein deutscher evangelischer Theologe und Historiker.

## Leben
Siegfried Bräuer studierte Theologie an der Karl-Marx-Universität Leipzig und wurde danach evangelischer Pfarrer. 1973 wurde er zum Dr. theol. promoviert. Von 1972 bis 1979 war Bräuer Rektor des Sächsischen Pastoralkollegs in Krummenhennersdorf. 1980 wechselte er nach Berlin und übernahm dort den Direktorenposten der Evangelischen Verlagsanstalt Berlin, den er bis 1991 innehatte. Anschließend war er bis zum Erreichen des Rentenalters 1995 Referent für Theologie an der Außenstelle Berlin der Evangelischen Kirche Deutschlands.
Bräuer forschte u. a. zu Thomas Müntzer und war Vorstandsmitglied der Thomas-Müntzer-Gesellschaft in Mühlhausen von 2001 bis 2016. In den 1990er Jahren habilitierte er sich über die Rezeption Martin Luthers während des Nationalsozialismus und war daraufhin bis 2000 als Privatdozent an der Humboldt-Universität zu Berlin tätig.

## Schriften (Auswahl)
- Martin Luther in marxistischer Sicht von 1945 bis zum Beginn der achtziger Jahre. Evangelische Verlagsanstalt, Berlin [Ost] 1983.
- als Herausgeber mit Clemens Vollnhals: „In der DDR gibt es keine Zensur“. Die Evangelische Verlagsanstalt und die Praxis der Druckgenehmigung 1954–1989. Evangelische Verlagsanstalt, Leipzig 1995, ISBN 3-374-01583-2.
- mit Günter Vogler: Thomas Müntzer: Neu Ordnung machen in der Welt. Eine Biographie. Gütersloh 2016, ISBN 978-3-579-08229-5